# 观音兰
观音兰（学名：Tritonia crocata）为鸢尾科观音兰属下的一个种。全世界约有40-50种，原产非洲南部,目前在世界各地均有栽培。常见栽培的有杂种观音兰(T．crocosmiiflora)；波特氏观音兰(T．pottsii)；金黄观音兰(T．aurea)等。